# Carlo Piazza
Carlo Piazza (1891) è stato un calciatore italiano, di ruolo mediano.

## Carriera
Uno dei pionieri del calcio comasco, avendo disputato le prime tre stagioni della storia della società lariana, nella sua terza stagione, quella che ha preceduto il primo conflitto mondiale, ha anche realizzato tre reti, la prima alla Cremonese, la seconda al Brescia, la terza al Torino.